# Heim des Jevrem Grujić

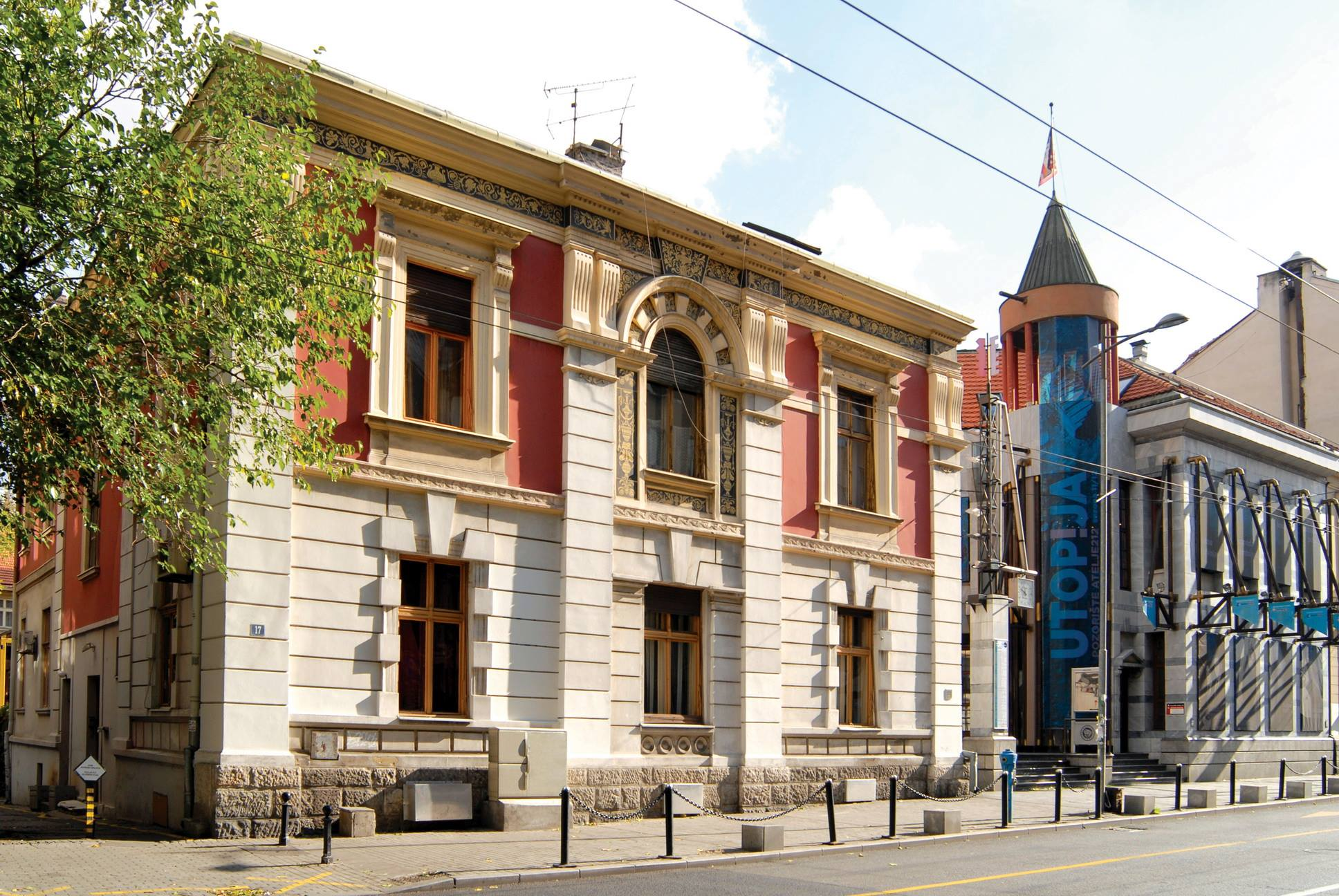
Außenansicht

Das Heim des Jevrem Grujić ist ein Kulturdenkmal in der Straße Svetogorska ulica Nummer 17 in Belgrad. Es ist das erste Haus, das seit der Gründung des Instituts für den Kulturdenkmalschutz der Stadt Belgrad im Jahr 1961 zum Kulturdenkmal ernannt wurde. Es befindet sich unmittelbar neben dem Theater "Аtelje 212". Heute leben in diesem Haus die Nachkommen des Jevrem Grujić, einer herausragenden Persönlichkeit der serbischen Diplomatie des 19. Jahrhunderts. Leben und Werk der Familie Grujić sind an wichtige politische und gesellschaftliche Ereignisse in Serbien geknüpft.

## Geschichte
Jevrem Grujić errichtete das Haus in der Svetogorska 17 für seine Tochter Mirka, die eine Ehrendame am Hof der Königin Маrija Karadjordjević und Präsidentin des „Serbischen Schwesternkreises“ war. Das einstöckige Gebäude wurde im Jahr 1896 nach einem Entwurf des serbischen Architekten Мilan Kapetanović gebaut, der später Minister für das Baugewerbe wurde und in München studiert hatte.

## Das Aussehen des Heims
Die Villa hat drei historistisch bearbeitete Fassaden, an denen die Elemente der Renaissance und des Barock gleichmäßig eingefügt sind. Zur Entstehungszeit stellte sie ein nach dem Repräsentationsprogramm gebautes, typisches bürgerliches Haus dar. Die vom italienischen Meister Domenico D’Andrea gemalte Dekoration, die die Technik des Graphits unterstützt, macht es in der Belgrader Architektur einzigartig. In der Innenkonzeption ist die Basis des Erdgeschosses und des Obergeschosses identisch. Der Salon, das Esszimmer und die Küche befinden sich im Erdgeschoss. Die Schlafzimmer, das Arbeitskabinett, die Bibliothek und der Balkon mit Blick auf den einstigen Garten befinden sich im Obergeschoss. Der Gebäudeeingang ist repräsentativ, mit einer Halle und einem Treppenaufgang aus weißem Marmor, mit schmiedeeisernem Geländer und einer Reliefkomposition an der Wand. Der reiche und vielfältige, bewegliche Fond aus dem 18., 19. und 20. Jahrhundert besteht aus vielfältigen Kunst- und Gebrauchsgegenständen sowie dem Archivbaumaterial. Die Waffensammlung aus dem Ersten und Zweiten Serbischen Aufstand erhielt bei der Ausstellung der Balkanstaaten in London im Jahr 1907 den goldenen Adelsbrief mit Medaille. Der Fond ist der Besitz von Generationen der Familie Grujić: Teodor Herbez, Finanzminister des Fürsten Miloš, Jevrem Grujić, Slavko Grujić, General Kosta Protić, Stevan Ćurčić und zahlreicher anderer Erben, also herausgehobenen Persönlichkeiten des politischen und kulturellen Lebens Serbiens. Das Interieur zieren Werke der bedeutendsten Maler der nationalen Kunst: Stevan Todorović, Uroš Predić, Paja Jovanović, Djordje Krstić, Uroš Knežević, Аrsenije Petrović, Miloš Tenković und Vlah Bukovac, sowie Originalmöbelstücke aus den verschiedenen Epochen. Neben der sachlichen Erbschaft besitzt das Heim auch immaterielle Werte. Eine der Sehenswürdigkeiten, die hier aufbewahrt werden, ist das Hochzeitskleid von Jelena Grujić aus dem Jahr 1856.

## Das Heim als Zeuge der Zeit

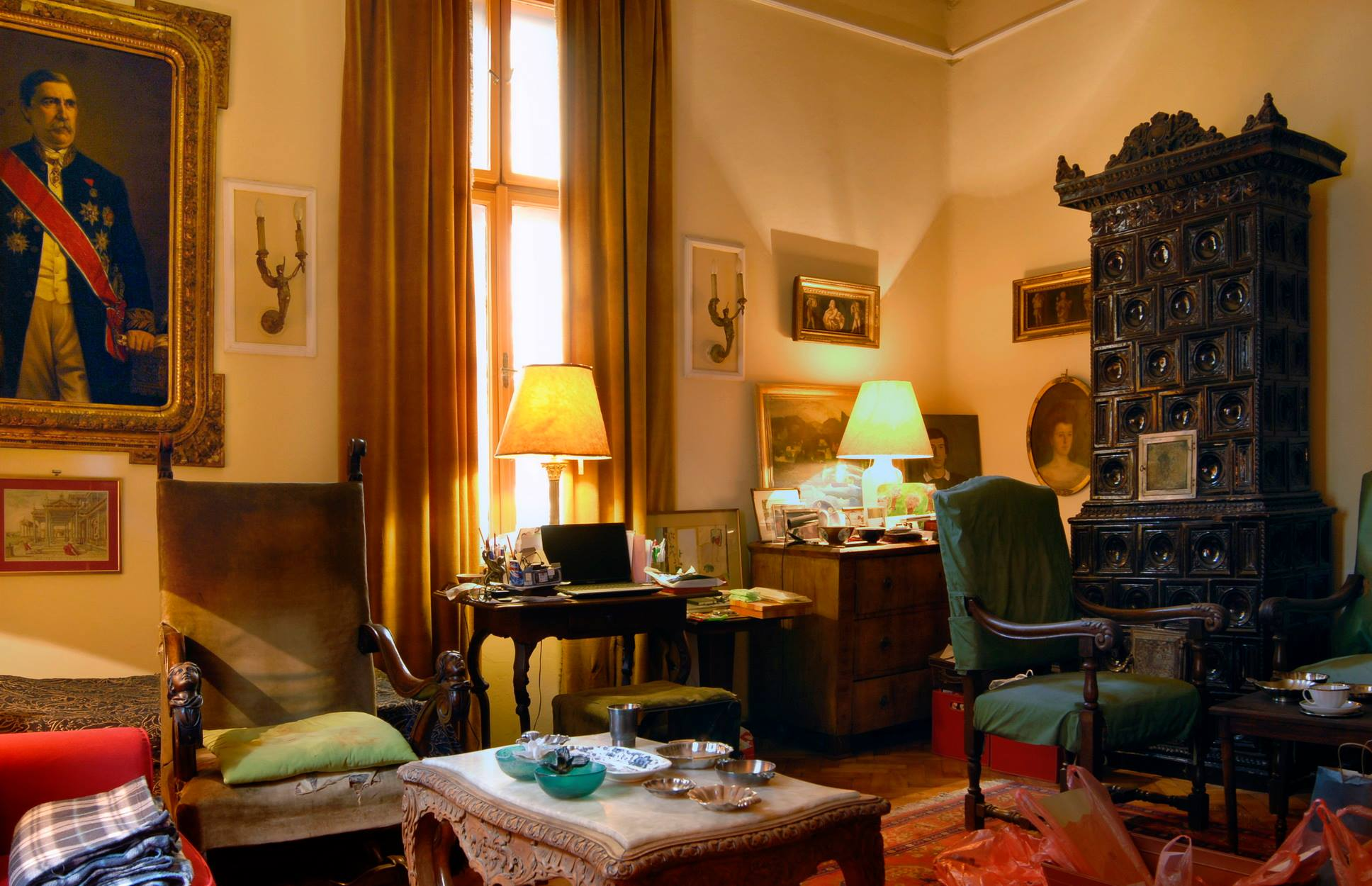
Inneneinrichtung

In dem Haus fand eine Versammlung statt, bei der ein geheimer Vertrag zwischen Serbien und Bulgarien über die Befreiung der Südslawen von der "türkischen Sklaverei" im Jahr 1912 abgeschlossen und auf dessen Basis der spätere Balkanbund geschlossen wurde. Nach Ende des Ersten Weltkriegs befand im Haus die belgische Botschaft, in der die ersten Stadtbälle und Diplomatenempfänge abgehalten wurden, und danach die soziale französische Gesellschaft für Kinderhilfe „Kap Mleka (Ein Tropfen Milch)“. Vor dem Zweiten Weltkrieg wurden darin Versammlungen von Frauengesellschaften für den Kampf gegen den Faschismus abgehalten. Ab Oktober 1944 befand sich dort in den Tagen der Kämpfe für die Befreiung Belgrads das Krankenhaus der Partisanen. 
Bedeutende Persönlichkeiten aus der serbischen Politik und Diplomatie, der Wissenschaft und Kunst waren hier zu Gast: Jovan Cvijić, Sima Маtavulja, Jovan Skerlić, Čeda Mijatović, Bogdan Popović, Мilan Rakić, Djordje Кrstić, Stevan Todorović, Uroš Predić, Ivan Tabaković, Vukić Mićović, und auch Mitglieder europäischer Adelsfamilien. Hier lebte Мilovan Мilovanović, der Innenminister und Ministerpräsident Serbiens war (1911–1912). 
Das Heim des Jevrem Grujić ist heute Gedenkort, Zeuge wichtiger politischer und kultureller Ereignisse, in dem die Nachfolger das Kulturerbe bewahren und die Tradition, die nationale Identität und den Avantgarde-Gedanken der serbischen Gesellschaft pflegen.

## Neuere Geschichte
Im Keller des Heims wurde im Jahr 1967 die erste Belgrader Diskothek „Kod Laze Šećera“, eröffnet, die nach ihrem Besitzer, dem Übersetzer und Nachkommen des Jevrem, Lazar Šećerović benannt wurde. Die Erhaltung der Familiengeschichte und des serbischen Erbes gliederte das Heim des Jevrem Grujić in die Assoziationen der historischen europäischen Häuser im Jahr 2009 ein.  Das Heim von Jevrem Grujić wurde 1961 aufgrund seiner kulturgeschichtlichen und architektonischen Bedeutung sowie seiner Rolle in der Stadtplanung zum Kulturgut erklärt. Im Jahr 1979 wurde es dann zum Kulturerbe von großer Bedeutung für die Republik Serbien ernannt.